# Hannes Alfvén
Hannes Olof Gösta Alfvén (Norrköping, 30 mei 1908 – Djursholm, 2 april 1995) was een Zweeds natuurkundige die in 1970 de Nobelprijs voor de Natuurkunde kreeg voor zijn werk over de theorie van magnetohydrodynamica.

## Biografie
Alfvén werd geboren als zoon van Johannes Alfvén en Anna-Clara Romanus, die beide praktiserend arts waren. Zijn oom Hugo Alfvén was een bekend Zweeds componist en dirigent.
Vanaf 1926 studeerde hij natuurkunde en filosofie aan de universiteit van Uppsala. In 1934 verkreeg hij er zijn doctorstitel voor zijn proefschrift "Onderzoeking van ultrakorte elektromagnetische golven". Nog in hetzelfde jaar begon hij als docent natuurkunde les te geven aan deze universiteit.
In 1937 verkreeg hij een betrekking aan het Nobel-instituut voor natuurkunde in Stockholm. In 1940 werd hij benoemd tot professor van "Elektromagnetische theorie en elektrische metingen" aan het KTH Koninklijk Instituut voor Technologie, vanaf 1963 professor in de plasmafysica. Daarnaast was hij van 1967 tot 1988 gasthoogleraar elektrotechniek aan de universiteit van Californië - San Diego en de universiteit van Zuid-Californië. In 1988 ging hij met emeritaat.
Alfvén was sinds 1935 getrouwd met Kerstin Maria Erikson, de dochter van ingenieur Rolf Erikson en echtgenote Maria Uddenberg. Samen kregen ze vijf kinderen, vier dochters (Cecilia, Inger, Reidun en Berenike) en één zoon, Gösta. Hij overleed in 1995 op 86-jarige leeftijd.

## Werk
Alfvén wordt beschouwd als een grondlegger op het gebied van de plasmafysica. Desondanks beschouwde hij zichzelf meer als elektrotechnicus dan als fysicus. Hij speelde een centrale rol in het onderzoek naar geladen deeltjesstraling, interplanetaire fysica evenals de voor hem doorslaggevend kennisgebied van de magnetohydrodynamica (MHD) – de studie van geleidende vloeistoffen en hun interactie met magnetische velden.
In 1937 stelde hij het bestaan voor van een galactische magnetische veld, waarbij kosmische stralen bewegen in spiraalvormige banen (zogenaamde Birkelandstromen) binnen de Melkweg gedreven door een sterk magnetisch veld. Hoewel in eerste instantie betwijfeld door vooraanstaande experts, werd zijn aanname in 1973 aangetoond door satellietobservatie.
In 1939 onderzocht hij het ontstaan van poollicht en magnetische stormen, evenals de invloed van magneetvelden bij de vorming van planetenstelsels. Zijn artikel omtrent deze hypothese werd afgewezen door het gerenommeerde Amerikaanse tijdschrift Terrestial Magnetism and Atmospheric Electricity op grond van dat de theoretische berekeningen niet overeenkwamen met de conventionele natuurkunde van die tijd. Zijn artikel werd in plaats daarvan gepubliceerd in een obscure Zweedstalig blad, maar in de jaren 1960 werd Alfvéns verklaring als steeds aannemelijker aangenomen en in de jaren daarna breed geaccepteerd. Maar zijn plasmakosmologie is (nog) niet volledig geaccepteerd.
In 1970 ontving Alfvén de Nobelprijs voor de Natuurkunde voor zijn werk betreffende plasma's, geïoniseerde gassen met elektronen en positief geladen ionen. Hij onderzocht de interacties van elektrische en magnetische velden en liet theoretisch zien dat het magnetisch veld, onder bepaalde omstandigheden, kan bewegen met het plasma. Eerder, in 1942, had hij het bestaan gepostuleerd van hydromagnetische golven in plasma's; deze Alfvéngolven werden later waargenomen in zowel vloeibare metalen alsmede geïoniseerde plasma's.

## Erkenning
Alfvén was lid van de Koninklijke Zweedse Academie van Wetenschappen en – als een van de weinige wetenschappers – lid van zowel de Russische Academie van Wetenschappen als van de American Academy of Arts and Sciences. Naast de Nobelprijs in 1970 mocht hij nog enkele belangrijke onderscheidingen in ontvangst nemen, zoals de Gouden medaille van de Royal Astronomical Society (1967, samen met Allan Sandage), de Elliot Cresson Medal van het Franklin Institute, de Lomonosov Gouden Medaille van de Russische Academie en de William Bowie Medal van de American Geophysical Union voor zijn werk omtrent kometen en plasma's in het zonnestelsel.